# Popis hrvatskih izuma
Ovaj popis sadrži hrvatske izume, otkrića i njihove izumitelje/otkrivatelje.
| Broj | Izum                                       | Izumitelj                                                                           |
| ---- | ------------------------------------------ | ----------------------------------------------------------------------------------- |
| 1    | bežični prijenos električne energije       | Marin Soljačić, Nikola Tesla                                                        |
| 2    | brzinomjer                                 | Josip Belušić                                                                       |
| 3    | cepelin                                    | David Schwarz                                                                       |
| 4    | daktiloskopija                             | Ivan Vučetić                                                                        |
| 5    | dinamo                                     | Marcel pl. Kiepach                                                                  |
| 6    | dozimetrija                                | Igor Dvornik                                                                        |
| 7    | električna žarulja s metalnom niti         | Franjo Hanaman i Aleksandar Just                                                    |
| 8    | hidraulična dijamantna rotirajuća bušilica | Antun Lučić                                                                         |
| 9    | hidroelektrana – prva u Europi             | Vjekoslav pl. Meichsner                                                             |
| 10   | Intelligiant                               | John Arthur Miscovich                                                               |
| 11   | izmjenična struja                          | Nikola Tesla                                                                        |
| 12   | kravata                                    | Joža Batalekov                                                                      |
| 13   | Maglite                                    | Ante Maglica                                                                        |
| 14   | MP3 player                                 | Tomislav Uzelac                                                                     |
| 15   | padobran                                   | Faust Vrančić                                                                       |
| 16   | penkala                                    | Slavoljub Penkala                                                                   |
| 17   | Plaćanje parkiranja putem mobitela         | Izumitelji unutar Vipneta                                                           |
| 18   | Puratićevo vitlo                           | Mario Puratić                                                                       |
| 19   | raketni motor                              | Herman Potočnik                                                                     |
| 20   | orbitalna svemirska stanica                | Herman Potočnik                                                                     |
| 21   | sumamed                                    | Slobodan Đokić, Gorjana Radoboja-Lazarevski, Zrinka Tamburašev i Gabrijela Kobrehel |
| 22   | teorija sila i strukture tvari             | Ruđer Bošković                                                                      |
| 23   | torpedo                                    | Ivan Lupis                                                                          |
| 24   | Vegeta                                     | Zlata Bartl                                                                         |
| 25   | tračna rašpa                               | Ivan Krunić                                                                         |
| 26   | vjetrenjača s aerodinamičnim lopaticama    | Ante Kelava                                                                         |
| 27   | peptidni antibiotik                        | Davor Juretić                                                                       |
| 28   | LAMENI                                     | Nebojša Bošković i Branimir Matijašević                                             |
| 29   | Dvostruko knjiženje                        | Benedikt Kotruljević                                                                |
| 30   | Gromobran                                  | Nikola Tesla                                                                        |
| 31   | Parna perilica rublja i parna kupelj       | Petar Mišković                                                                      |